# Jefferson Airplane
Jefferson Airplane var et amerikansk rockband fra San Francisco, Californien, der blev en af pionérgrupperne inden for psykedelisk rock. Gruppen blev dannet i 1965 og definerede San Francisco Sound og var den første fra Bay Area der opnåede international succes. De spillede som hovednavn på Monterey Pop Festival (1967), Woodstock (1969), Altamont Free Concert (1969) og den første Isle of Wight Festival (1968) i England. Deres gennembrudsalbum Surrealistic Pillow fra 1967 var en af de vigtigste indspilninger fra Summer of Love. To sange fra albummet, "Somebody to Love" og "White Rabbit", er blandt Rolling Stone's "500 Greatest Songs of All Time".
Fra oktober 1966 til februar 1970 bestod gruppen af Marty Balin (vokal), Paul Kantner (guitar, vokal), Grace Slick (vokal, keyboards), Jorma Kaukonen (leadguitar, vokal), Jack Casady (bas) og Spencer Dryden (trommer), og denne sammensætning blev optaget i Rock and Roll Hall of Fame i 1996. Balin forlod bandet i 1971. Efter 1972 blev Jefferson Airplane i praksis delt i to grupper. Kaukonen og Casady gik over i deres eget band, Hot Tuna. Slick, Kantner, og de resterende medlemmer af Jefferson Airplane hvervede nye medlemmer og blev til Jefferson Starship i 1974, hvor Balin endte med at slutte sig til dem. Jefferson Airplane modtog en Grammy Lifetime Achievement Award i 2016.

## Medlemmer i1967
- Marty Balin: Vokal, guitar
- Paul Kantner: Vokal, guitar
- Jorma Kaukonen: Guitar
- Grace Slick: Vokal
- Jack Casady: Bas
- Spencer Dryden: Trommer

## Studiealbum
- Jefferson Airplane Takes Off (1966)
- Surrealistic Pillow (1967)
- After Bathing at Baxter's (1967)
- Crown of Creation (1968)
- Bless Its Pointed Little Head (1969) (koncertalbum)
- Volunteers (1969)
- Bark (1971)
- Long John Silver (1972)
- Thirty Seconds Over Winterland (1973) (koncertalbum)
- Jefferson Airplane (1989)